# Caren Pistorius
Caren Pistorius (Rustemburgo, Sudáfrica, 30 de septiembre de 1990) es una actriz neozelandesa, más conocida por haber interpretado a Rose Harper en la serie The Blue Rose y a Eloise Ward en la serie Offspring.

## Carrera
En 2013 apareció en el elenco recurrente del drama neozelandés The Blue Rose, donde interpretó a Rose Harper. Ese mismo año se unió al elenco de la cuarta temporada de la popular serie Offspring, donde interpretó a la doctora Eloise Ward. También apareció en la miniserie Paper Giants: The Magazine Wars, donde interpretó a Beth Ridgeway. La serie fue la secuela de Paper Giants: The Birth of Cleo (2011). En 2015 protagonizó el wéstern Slow West.

## Filmografía[4]

### Series de televisión
| Año             | Título                          | Personaje     | Notas                   |
| --------------- | ------------------------------- | ------------- | ----------------------- |
| 2017 - presente | Wake in Fright                  | Janette Hynes | miniserie               |
| 2013            | Offspring                       | Eloise Ward   | 13 episodios            |
| 2013            | Redfern Now                     | Janine Myles  | episodio "Babe In Arms" |
| 2013            | Paper Giants: The Magazine Wars | Beth Ridgeway | 2 episodios - miniserie |
| 2013            | The Blue Rose                   | Rose Harper   | 7 episodios             |
| 2009            | Legend of the Seeker            | Luna          | episodio "Confession"   |

### Películas
| Año  | Título                          | Personaje           | Notas |
| ---- | ------------------------------- | ------------------- | --- |
| 2015 | La luz entre los océanos        | Lucy Grace (adulta) | junto a Alicia Vikander, Michael Fassbender, Rachel Weisz, Anthony Hayes, Emily Barclay y Leon Ford                             |
| 2015 | Slow West                       | Rose Ross           | junto a Michael Fassbender, Kodi Smit-McPhee, Rory McCann, Ben Mendelsohn y Jeffrey Thomas                                      |
| 2012 | The Most Fun You Can Have Dying | Chloe               | junto a Matt Whelan, Roxane Mesquida, Pana Hema Taylor y Matthew Saville                                                        |
| 2011 | Simple Pleasures                | Sophie              | cortometraje |
| 2007 | Esquire Promo                   | Sarah               | cortometraje |
| 2017 | Cargo                           | Loraine             | Netflix original |
| 2018 | Gloria Bell                     | Anne                | junto a Julianne Moore, John Turturro, Michael Cera, Jeanne Tripplehorn, Sean Astin, Brad Garrett, Rita Wilson y Holland Taylor |
| 2020 | Unhinged                        | Rachel              | Dirigida por: Derrick Borte. Junto a Russell Crowe. Thriller                                                                    |
| 2023 | The Marsh King's Daughter       | Madre de Helena     | |

### Teatro
| Año        | Obra  | Personaje | Teatro         | Director         |
| ---------- | ----- | --------- | -------------- | ---------------- |
| 2007, 2008 | Loser | Megan     | Herald Theatre | Thomas Sainsbury |

## Premios y nominaciones
| Año  | Categoría                 | Premio               | Serie                           | Resultado |
| ---- | ------------------------- | -------------------- | ------------------------------- | --------- |
| 2014 | Most Popular New Talent   | Silver Logie Award   | Paper Giants: The Magazine Wars | Nominada  |
| 2014 | Most Outstanding Newcomer | Graham Kennedy Award | Paper Giants: The Magazine Wars | Nominada  |